# Angerfist
Danny Masseling, ismertebb nevén Angerfist (Almere, 1981. június 20. –) holland hardcore előadó, lemezlovas.

## Pályafutása
Masseling karrierje 2001-ben kezdődött, amikor elküldött egy demó felvételt DJ Buzz Fuzz, a BZRK Records tulajdonosának. Buzznak tetszett a felvétel, így szerződést kötött Masselinggel, aki kiadta első középlemezét Menace II Society és Angerfist néven. Gyorsan kivívta a tiszteletet a nu style gabber/hardcore hallgatók körében, erőszakos és agresszív hanghordozásával. A Loser című dal az egyik legjobb példa erre. Szintén adott ki felvételeket a következő nevek használatával: Kid Morbid, Bloodcage és Denekamps Gespuis (utóbbit csak egy lemez kiadásához használta).
Az Angerfist a fellépésein gyakran használ antiszociális és pszichopata eszközöket, mind képileg, mind hanghordozásban: Az élő fellépéseken részt vevő tagok a Péntek 13-ból is ismert hokimaszkot viselnek (az Art of Fighters nevű olasz zenekar is használja ezeket a maszkokat és a két zenekar között vita alakult ki abban a témában, hogy ki használta előbb ezt a látványelemet), számcímeik is mutatják zenéjük antiszociális mondanivalóját: Maniac Killa, Murder Incorporated vagy Criminally Insane.
2006 március 25-én jelent meg az Angerfist első olyan albuma Pissin' Razorbladez néven, ami tartalmazta az összes addigi formabontó számukat.
Angerfist kiadott egy új albumot Mutilate néven 2008 márciusában, a Masters of Hardcore kiadónál.

## Angerfist mint együttes
Masseling nem tudta fellépéseit egyedül kivitelezni, ezért megkérte barátait, hogy szerepeljenek az Angerfist élő fellépésein. Jelenleg az Angerfist csak Danny Masselingből áll de sok fellépésére kíséri el MC Prozac is.
Kezdetben hárman alkották az Angerfist produkciót:
- DJ Angerfist (Danny Masseling)
- Crucifier (Grzegorz Luzynski)
- MC Prozac

## Diszkográfia
| Év   | Album                   |
| ---- | ----------------------- |
| 2006 | Pissin' Razorbladez     |
| 2008 | Mutilate                |
| 2011 | Retaliate               |
| 2014 | The Deadfaced Dimension |
| 2015 | Raise & Revolt          |
| 2017 | Creed Of Chaos          |
| 2019 | Remix Retribution       |
| 2019 | Impact EP               |
| 2019 | Diabolic Dice           |
| 2020 | Resolute Remixes        |

## Remixek és Refixek
| Év   | Eredeti előadó                           | Szám                                              |
| ---- | ---------------------------------------- | ------------------------------------------------- |
| 2002 | Outblast                                 | Hey Motherfuckers (Angerfist Remix)               |
| 2005 | Art Of Fighters vs. Nico & Tetta         | I Became Hardcore (Angerfist Remix)               |
| 2005 | Human Resource                           | Dominator (Outblast & Angerfist mix)              |
| 2005 | Negative A                               | Suck My Dick (Angerfist Remix)                    |
| 2005 | Noize Suppressor                         | Bonecrusher (Angerfist Remix)                     |
| 2005 | Outblast                                 | Time To Make A Stand (Angerfist Remix)            |
| 2007 | Paul Elstak                              | You're a Hardcore Hooligan (Angerfist Remix)      |
| 2008 | Rotterdam Terror Corps vs. DJ Headbanger | Banging Your Fist (Angerfist Remix)               |
| 2010 | Hellsystem                               | Shut Up And Die (Angerfist Remix)                 |
| 2019 | Skrillex & Damian Marley                 | Make It Bun Dem (Angerfist 2019 Refix)            |
| 2019 | Angerfist                                | Still A Full Gentle Racket (Angerfist 2019 Refix) |
| 2019 | Eazy E                                   | Hittin' Shitches (Angerfist Refix)                |
| 2018 | Lil Jon x Skellism feat Terror Bass      | In The Pit (Angerfist Remix)                      |
| 2021 | Hellfish, Skeeta                         | The Ripper (Angerfist Remix)                      |
| 2024 | Deformer                                 | The Bone Breaker (Angerfist Remix)                |

## Külső hivatkozások
- Angerfist hivatalos weboldala
- Angerfist a Discogson
- Angerfist
- Angerfist a MindVizon